# Freixiel
Freixiel es una freguesia portuguesa del municipio de Vila Flor, con 33,18 km² de superficie y 821 habitantes (2001). Su densidad de población es de 24,7 hab/km².